# Fixem
Fixem är en kommun i departementet Moselle i regionen Grand Est (tidigare regionen Lorraine) i nordöstra Frankrike. Kommunen ligger i kantonen Cattenom som tillhör arrondissementet Thionville-Est. År 2022 hade Fixem 399 invånare.

## Befolkningsutveckling
Antalet invånare i kommunen Fixem
| Referens: INSEE |